# Intersport Cup
Intersport Cup (tidligere: Møbelringen Cup) er en årligt tilbagevendende håndboldturnering for kvinder, der afholdes af Norges Håndballforbund. Turneringen har deltagelse af Norge, samt tre andre landshold. Normalt i et puljespil uden slutspil. Turneringen afholdes normalt i november lige før EM eller VM i december. Turneringen blev afholdt første gang i 2001 og er opkaldt efter den norske møbelkæde Møbelringen.

## Placeringer

### Møbelringen Cup
| År   | Vinder   | Nr. 2    | Nr. 3    | Nr. 4       |
| ---- | -------- | -------- | -------- | ----------- |
| 2001 | Rusland  | Norge    | Sverige  | Jugoslavien |
| 2002 | Danmark  | Norge    | Frankrig | Sverige     |
| 2003 | Norge    | Ungarn   | Danmark  | Rusland     |
| 2004 | Norge    | Frankrig | Rusland  | Kroatien    |
| 2005 | Danmark  | Rusland  | Norge    | Kina        |
| 2006 | Norge    | Rusland  | Frankrig | Tyskland    |
| 2007 | Norge    | Rusland  | Danmark  | Angola      |
| 2008 | Norge    | Rusland  | Danmark  | Island      |
| 2009 | Norge    | Rusland  | Rumænien | Kroatien    |
| 2010 | Norge    | Serbien  | Danmark  | Island      |
| 2011 | Norge    | Tyskland | Sverige  | Spanien     |
| 2012 | Frankrig | Danmark  | Norge    | Sverige     |
| 2013 | Norge    | Holland  | Sydkorea | Rusland     |
| 2014 | Danmark  | Norge    | Frankrig | Serbien     |
| 2015 | Rusland  | Norge    | Sverige  | Holland     |
| 2016 | Norge    | Danmark  | Rusland  | Frankrig    |
| 2017 | Norge    | Rusland  | Ungarn   | Sydkorea    |
| 2018 | Norge    | Frankrig | Danmark  | Ungarn      |

### Intersport Cup
| År   | Vinder  | Nr. 2   | Nr. 3     | Nr. 4     |
| ---- | ------- | ------- | --------- | --------- |
| 2019 | Norge   | Japan   | Brasilien | Argentina |
| 2021 | Norge   | Rusland | Holland   | Sydkorea  |
| 2022 | Holland | Norge   | Danmark   | Brasilien |